# Rượu vang Pháp

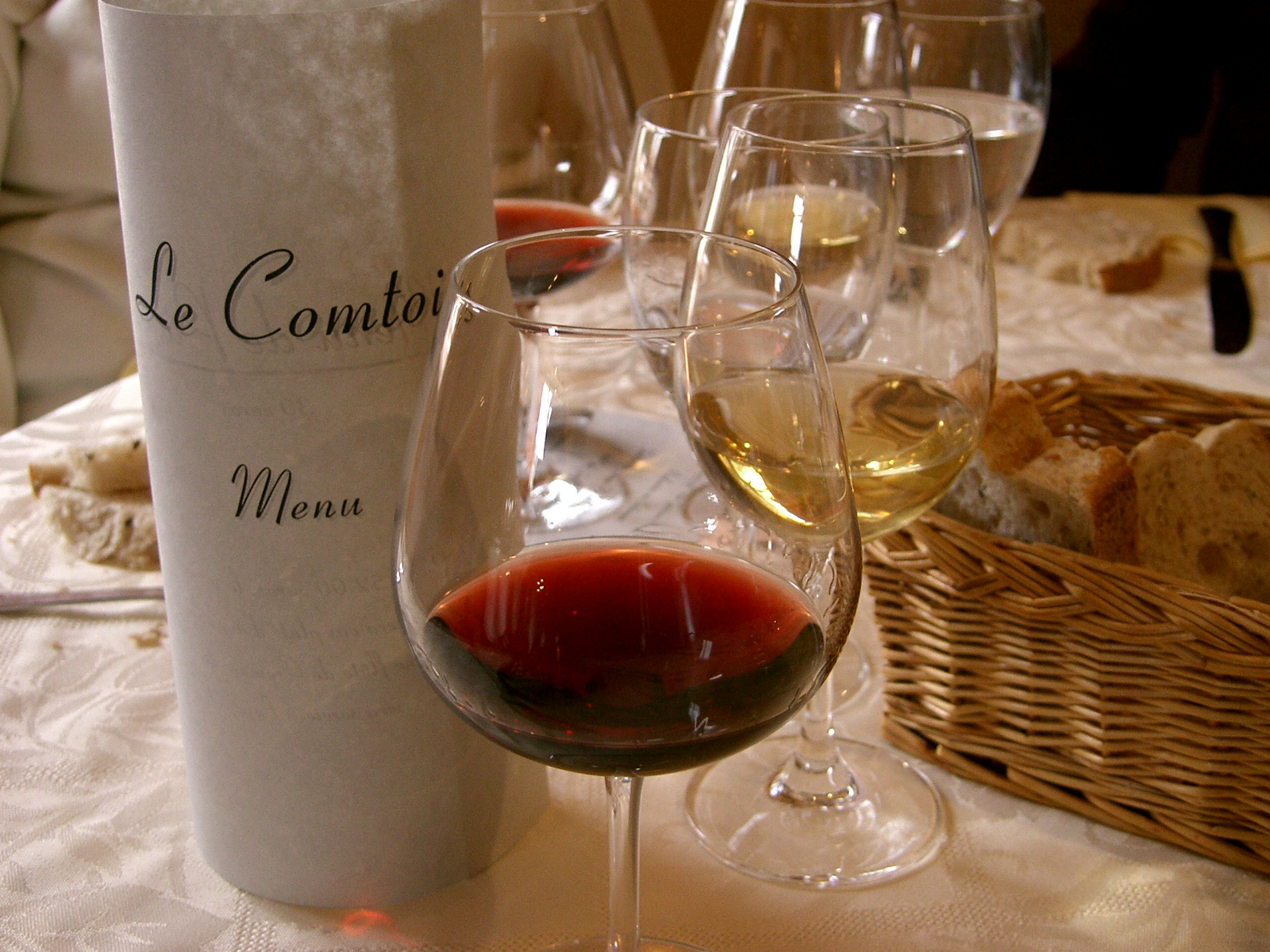
Rượu vang Pháp thường được dùng trong bữa ăn

Rượu vang (tiếng Pháp: vin) là loại đồ uống có cồn phổ biến tại Pháp, nghề trồng nho và làm rượu vang (viticulture) cũng là một phần quan trọng của nền nông nghiệp Pháp. Với nhiều nhãn hiệu rượu vang nổi tiếng, Pháp là nước giữ thị phần nhiều nhất trong lĩnh vực xuất khẩu rượu vang trên thế giới và tạo nên thương hiệu truyền thống trứ danh.
Với khối lượng từ 50 đến 60 triệu hectoliters mỗi năm (1 hl=100 lít), hay 7-8 tỷ chai. Pháp là một trong những nhà sản xuất rượu vang lớn nhất trên thế giới. Những dấu vết lịch sử cho thấy, rượu vang Pháp xuất hiện vào thế kỷ thứ 6 trước Công nguyên, với nhiều vùng rượu vang của Pháp ghi nhận lịch sử làm rượu của họ từ thời La Mã. Các loại rượu vang được sản xuất đa dạng chủng loại. Từ các loại rượu cao cấp đắt tiền được bán trên thị trường cho tới những loại rượu vang bình dân chỉ được thấy ở Pháp như rượu Margnat trong giai đoạn hậu chiến tranh thế giới thứ hai.
Hai khái niệm chính của các loại rượu vang cao cấp ở Pháp là khái niệm "terroir" - thứ góp phần tạo ra phong cách rượu vang. Với mỗi nơi trồng nho khác nhau và rượu vang được sản xuất sẽ cho ra hương vị và đặc tính khác biệt. Khái niệm thứ hai cần quan tâm là hệ thống "nhãn hiệu nguồn gốc có kiểm định" - Appellation d'origine contrôlée (AOC). Các quy tắc về rượu vang xác định chặt chẽ những giống nho và quá trình sản xuất rượu vang nào được chấp nhận để phân hạng trong hàng trăm tên gọi của Pháp được xác định về mặt địa lý, có thể bao gồm toàn bộ các vùng, từng ngôi làng hoặc ngay cả những vườn nho cụ thể.
Pháp là nơi có nguồn gốc của nhiều giống nho phổ biến đang được trồng trên toàn thế giới (Cabernet Sauvignon, Chardonnay, Pinot Noir, Sauvignon Blanc, Syrah..) Cũng như các phương thức sản xuất và phong cách rượu vang đang được sản xuất tại các quốc gia khác trên thế giới. Mặc dù một số nhà sản xuất đã hưởng lợi trong những năm gần đây do giá cả tăng cao và nhu cầu rượu vang uy tín của Burgundy và Bordeaux tăng lên, ngành công nghiệp rượu vang của Pháp bị ảnh hưởng bởi sự sụt giảm tiêu thụ trong nước, trong khi đó quốc tế phải cạnh tranh với sự phát triển mạnh mẽ của nhiều loại rượu vang Tân Thế Giới.

## Phân loại

### Vùng trồng nho

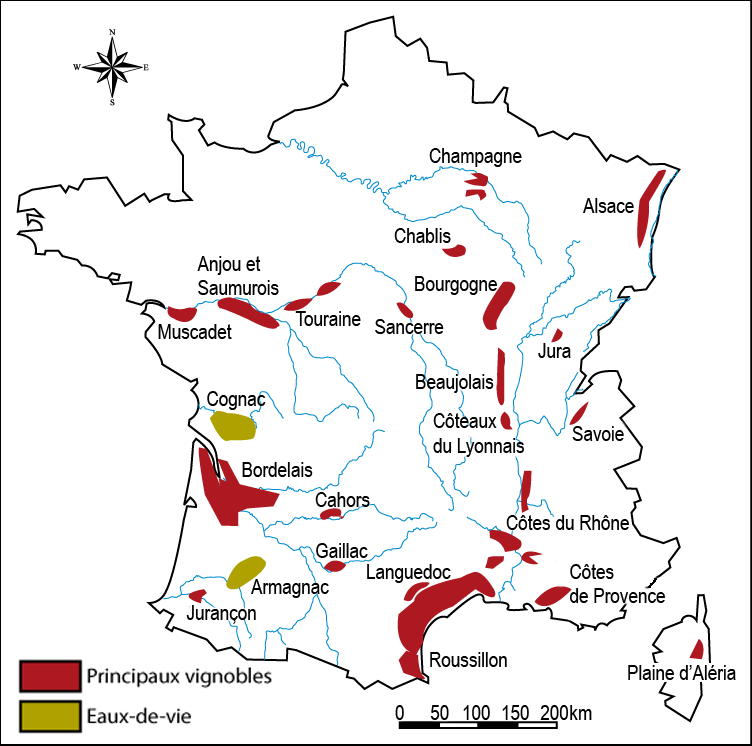
Các vùng trồng nho và làm rượu vang chính của Pháp.

Terroir (ruộng nho) là khái niệm dùng để chỉ vùng đất nơi trồng nho, nguyên liệu để làm rượu vang. Terroir có ý nghĩa quyết định đối với chất lượng rượu vang và chúng được ghi chú rất rõ ràng trên nhãn rượu. Dựa vào terroir người ta có thể xác định giống nho (cépage) của loại nho làm rượu cũng như các yếu tố khác ảnh hưởng tới chất lượng rượu.
Đơn vị trồng nho lớn hơn terroir là vignoble (vùng trồng nho). Một vignoble có thể bao gồm nhiều terroir khác nhau với chất lượng nho và rượu sản xuất ra khác nhau. Trên lãnh thổ nước Pháp có 14 vignoble chính, trong đó lớn nhất là vùng trồng nho Languedoc ở Tây Nam nước Pháp. Ngoài ra Pháp còn một số vùng trồng nho nhỏ ở Lyon, Bugey, Lorraine và Île-de-France. Danh sách cụ thể 14 vùng trồng nho gồm:
- Vùng trồng nho Alsace: Sản phẩm chủ yếu là rượu vang trắng với các cánh đồng nho nằm ở bờ Đông sông Rhine sát biên giới với Đức.
- Vùng trồng nho Beaujolais: Nằm gần thung lũng sông Rhône, sản phẩm chủ yếu của vùng là rượu vang đỏ.
- Vùng trồng nho Bordeaux: Vùng trồng nho nổi tiếng của Pháp nằm sát bờ Đại Tây Dương với sản phẩm chính là rượu vang đỏ.
- Vùng trồng nho Bourgogne: Vùng trồng nho nằm ở phía Đông nước Pháp với sản phẩm chính là vang đỏ và vang trắng. Cùng với Bordeaux, đây là vùng trồng nho lớn nổi tiếng với chất lượng rượu hàng đầu của Pháp.
- Vùng trồng nho Champagne: Sản phẩm là loại vang nổ đặc trưng - sâm-panh (champagne), tên gọi chỉ được dùng duy nhất cho các loại vang nổ sản xuất từ vùng này.
- Vùng trồng nho Corse
- Vùng trồng nho Jura
- Vùng trồng nho Languedoc và Roussillon: Hai vùng trồng nho phía Nam nước Pháp với diện tích lớn nhất trong số 14 vùng. Đây là nơi chuyên sản xuất các loại vang bình dân với đủ loại đỏ, hồng và trắng.
- Vùng trồng nho Provence
- Vùng trồng nho Savoie
- Vùng trồng nho Sud-Ouest
- Vùng trồng nho Val-de-Loire
- Vùng trồng nho thung lũng sông Rhône

### Cách gọi tên
Appellation (cách gọi tên) là khái niệm dùng để chỉ cách phân loại rượu vang bằng tên gọi và thứ hạng dựa theo terroir, cépage và các yếu tố khác. Cách gọi tên rượu vang được Pháp luật hóa vào ngày 1 tháng 8 năm 1905. Cơ quan chịu trách nhiệm quản lý appellation của Pháp là INAO trực thuộc Bộ Nông nghiệp và Thủy sản (Ministère de l'agriculture et de la pêche). Hiện nay hệ thống gọi tên này cũng được thay đổi cho phù hợp với hệ thống gọi tên chung của Liên minh châu Âu. Dựa theo chất lượng rượu và nguồn gốc nho, rượu vang có thể được chia thành:
- Vin de table (rượu vang thường)
  - Vin de table des pays de l'Union Européenne (rượu vang thường có nguồn gốc châu Âu): Rượu làm từ nước nho được pha trộn bởi nhiều loại nho châu Âu.
  - Vin de table de France (rượu vang thường có nguồn gốc Pháp): Rượu làm từ nước nho được pha trộn bởi nhiều loại nho Pháp.
  - Vin de pays (rượu vang thường địa phương): Rượu làm từ nước nho được pha trộn bởi nho có xuất sức từ một vùng nhất định trên nước Pháp.
- VQPRD (Vins de Qualité Produits dans une Région Délimitée - Vang chất lượng được sản xuất tại một vùng có giới hạn)
  - AOVDQS (Appellation d'Origine Vin Délimité de Qualité Supérieure -Vang chất lượng cao được sản xuất tại một vùng có giới hạn): Rượu vang chất lượng cao được sản xuất từ nho có nguồn gốc tại một vùng trồng nho nhất định. AOVDQS là cơ sở để phân loại theo AOC.
  - AOC (Appellation d'Origine Contrôlée - Nhãn hiệu có nguồn gốc được kiểm định): Rượu có nhãn hiệu cụ thể với uy tín và chất lượng cao, được phân loại và kiểm tra thường xuyên. Đây là cách gọi tên quan trọng nhất đối với hệ thống tên gọi rượu vang của Pháp.

AOC có thể được chia theo các vùng trồng nho lớn (AOC Bordeaux, Bourgogne, Alsace, Beaujolais...), các vùng trồng nho nhỏ (AOC Coteaux du Tricastin, Côtes du Forez, Médoc...) hoặc các cánh đồng nho cụ thể (AOC Chablis, Margaux, l'Étoile, Cassis...). Tùy theo từng vùng, AOC lại được chia thành các cấp bậc khác nhau dựa trên cách phân loại của từng vùng, ví dụ ở Bordeaux người ta sử dụng Hệ thống phân loại rượu vang Bordeaux 1855. Các AOC được các ủy ban địa phương của INAO quản lý rất chặt chẽ với giới hạn về số lượng rượu sản xuất, diện tích trồng trọt, khí hậu, giống nho, loại gỗ làm thùng cất rượu và nhiều yếu tố khác.

### Millésime
Millésime (niên hiệu) là khái niệm dùng để chỉ năm thu hoạch nho. Chất lượng và sản lượng nho thu hoạch từng năm phụ thuộc rất lớn vào thời tiết và khí hậu của năm đó, vì vậy chất lượng rượu vang sản xuất ra cũng thay đổi tùy theo từng millésime. Do các vùng trồng nho khác nhau có khí hậu khác nhau và sử dụng giống nho khác nhau, vì vậy chất lượng của cùng một millésime của rượu vang có xuất xứ từ các vùng khác nhau cũng là khác nhau. Dưới đây là thống kê về chất lượng nho (thể hiện bằng số sao "*") của các millésime gần đây:
| Vùng                   | 1990 | 1991 | 1992 | 1993 | 1994 | 1995 | 1996 | 1997 | 1998 | 1999 | 2000 | 2001 | 2002 |
| Alsace                 | ***  | *    | **   | ***  | *    | ***  | **   | ***  | **   | *    | ?    | ?    | ?    |
| Bordeaux (vang đỏ)     | ***  | *    | *    | **   | **   | ***  | ***  | *    | ***  | **   | ?    | ?    | ?    |
| Bordeaux (vang trắng)  | **** | *    | *    | *    | **   | **   | **   | ***  | **   | *    | ?    | ?    | ?    |
| Bourgogne (vang đỏ)    | ***  | **   | **   | ***  | **   | ***  | ***  | **   | **   | ***  | ?    | ?    | ?    |
| Bourgogne (vang trắng) | ***  | **   | ***  | ***  | ***  | ***  | ***  | **   | **   | *    | ?    | ?    | ?    |
| Champagne              | ***  | *    | **   | *    | *    | **   | ***  | *    | **   | *    | ?    | ?    | ?    |
| Côtes du Rhône         | ***  | **   | **   | *    | **   | **   | ***  | **   | **   | **   | ?    | ?    | ?    |
| Jura                   | ***  | **   | *    | **   | **   | **   | **   | **   | ?    | ?    | ?    | ?    | ?    |
| Languedoc-Roussillon   | ***  | **   | *    | **   | *    | **   | ***  | *    | ***  | **   | ?    | ?    | ?    |
| Loire                  | ***  | *    | *    | **   | **   | **   | ***  | ***  | **   | **   | ?    | ?    | ?    |
| Provence               | ***  | **   | *    | **   | *    | **   | ***  | *    | ?    | ?    | ?    | ?    | ?    |

### Giống nho
Theo một đạo luật năm 1953 thì cépage (giống nho) được chia thành ba loại: cépage recommandé (giống nho đề nghị); cépage autorisé (giống nho bắt buộc); cépage toléré (giống nho tự chọn). Từ năm 1970, cépage chỉ còn chia làm hai loại cépage recommandé và cépage autorisé. Giống nho của các AOC bị quản lý rất chặt chẽ vì các nhãn hiệu này đỏi hỏi chất lượng nho và rượu cao, với các loại rượu vang cấp thấp hơn (vin de pays) thì giống nho chỉ là yếu tố phụ. Tùy theo từng vùng mà người ta sản xuất rượu từ một loại nho duy nhất (vins monocépage) hoặc hỗn hợp nhiều loại nho (vin d'assemblage). Ở Pháp thì có ba loại nho đỏ chính để làm rượu vang Pháp (trên 6):
- Merlot
- Cabernet Sauvignon
- Pinot noir

Vào niên vụ 2007, những giống nho phổ biến được trồng tại các vùng nho của Pháp được thống kê theo bảng sau:
| Những giống nho phổ biến tại Pháp (niên vụ 2007, những giống có diện tích trồng trên 1 000 ha) | Những giống nho phổ biến tại Pháp (niên vụ 2007, những giống có diện tích trồng trên 1 000 ha) | Những giống nho phổ biến tại Pháp (niên vụ 2007, những giống có diện tích trồng trên 1 000 ha) | Những giống nho phổ biến tại Pháp (niên vụ 2007, những giống có diện tích trồng trên 1 000 ha) |
| Giống nho                                                                                      | Màu sắc                                                                                        | Tỷ trọng (%)                                                                                   | Diện tích trồng (hectares)                                                                     |
| ---------------------------------------------------------------------------------------------- | ---------------------------------------------------------------------------------------------- | ---------------------------------------------------------------------------------------------- | ---------------------------------------------------------------------------------------------- |
| 1. Merlot                                                                                      | đỏ                                                                                             | 13.6%                                                                                          | 116 715                                                                                        |
| 2. Grenache                                                                                    | đỏ                                                                                             | 11.3%                                                                                          | 97 171                                                                                         |
| 3. Ugni blanc                                                                                  | trắng                                                                                          | 9.7%                                                                                           | 83 173                                                                                         |
| 4. Syrah                                                                                       | đỏ                                                                                             | 8.1%                                                                                           | 69 891                                                                                         |
| 5. Carignan                                                                                    | đỏ                                                                                             | 6.9%                                                                                           | 59 210                                                                                         |
| 6. Cabernet Sauvignon                                                                          | đỏ                                                                                             | 6.7%                                                                                           | 57 913                                                                                         |
| 7. Chardonnay                                                                                  | trắng                                                                                          | 5.1%                                                                                           | 43 887                                                                                         |
| 8. Cabernet Franc                                                                              | đỏ                                                                                             | 4.4%                                                                                           | 37 508                                                                                         |
| 9. Gamay                                                                                       | đỏ                                                                                             | 3.7%                                                                                           | 31 771                                                                                         |
| 10. Pinot noir                                                                                 | đỏ                                                                                             | 3.4%                                                                                           | 29 576                                                                                         |
| 11. Sauvignon blanc                                                                            | trắng                                                                                          | 3.0%                                                                                           | 26 062                                                                                         |
| 12. Cinsaut                                                                                    | đỏ                                                                                             | 2.6%                                                                                           | 22 239                                                                                         |
| 13. Melon de Bourgogne                                                                         | trắng                                                                                          | 1.4%                                                                                           | 12 483                                                                                         |
| 14. Sémillon                                                                                   | trắng                                                                                          | 1.4%                                                                                           | 11 864                                                                                         |
| 15. Pinot Meunier                                                                              | đỏ                                                                                             | 1.3%                                                                                           | 11 335                                                                                         |
| 16. Chenin blanc                                                                               | trắng                                                                                          | 1.1%                                                                                           | 9 756                                                                                          |
| 17. Mourvèdre                                                                                  | đỏ                                                                                             | 1.1%                                                                                           | 9 494                                                                                          |
| 18. Colombard                                                                                  | trắng                                                                                          | 0.9%                                                                                           | 7 710                                                                                          |
| 19. Muscat Blanc à Petits Grains                                                               | trắng                                                                                          | 0.9%                                                                                           | 7 634                                                                                          |
| 20. Malbec                                                                                     | đỏ                                                                                             | 0.8%                                                                                           | 6 291                                                                                          |
| 21. Alicante Bouschet                                                                          | đỏ                                                                                             | 0.7%                                                                                           | 5 680                                                                                          |
| 22. Grenache blanc                                                                             | trắng                                                                                          | 0.6%                                                                                           | 5 097                                                                                          |
| 23. Viognier                                                                                   | trắng                                                                                          | 0.5%                                                                                           | 4 111                                                                                          |
| 24. Muscat de Hambourg                                                                         | đỏ                                                                                             | 0.4%                                                                                           | 3 605                                                                                          |
| 25. Riesling                                                                                   | trắng                                                                                          | 0.4%                                                                                           | 3 480                                                                                          |
| 26. Vermentino                                                                                 | trắng                                                                                          | 0.4%                                                                                           | 3 453                                                                                          |
| 27. Aramon                                                                                     | đỏ                                                                                             | 0.4%                                                                                           | 3 304                                                                                          |
| 28. Gewurztraminer                                                                             | pink                                                                                           | 0.4%                                                                                           | 3 040                                                                                          |
| 29. Tannat                                                                                     | đỏ                                                                                             | 0.3%                                                                                           | 3 001                                                                                          |
| 30. Gros Manseng                                                                               | trắng                                                                                          | 0.3%                                                                                           | 2 877                                                                                          |
| 31. Macabeu                                                                                    | trắng                                                                                          | 0.3%                                                                                           | 2 778                                                                                          |
| 32. Muscat d'Alexandrie                                                                        | trắng                                                                                          | 0.3%                                                                                           | 2 679                                                                                          |
| 33. Pinot gris                                                                                 | grey                                                                                           | 0.3%                                                                                           | 2 582                                                                                          |
| 34. Clairette                                                                                  | trắng                                                                                          | 0.3%                                                                                           | 2 505                                                                                          |
| 35. Caladoc                                                                                    | đỏ                                                                                             | 0.3%                                                                                           | 2 449                                                                                          |
| 36. Grolleau                                                                                   | đỏ                                                                                             | 0.3%                                                                                           | 2 363                                                                                          |
| 37. Auxerrois blanc                                                                            | trắng                                                                                          | 0.3%                                                                                           | 2 330                                                                                          |
| 38. Marselan                                                                                   | đỏ                                                                                             | 0.3%                                                                                           | 2 255                                                                                          |
| 39. Mauzac                                                                                     | trắng                                                                                          | 0.2%                                                                                           | 2 077                                                                                          |
| 40. Aligoté                                                                                    | trắng                                                                                          | 0.2%                                                                                           | 1 946                                                                                          |
| 41. Folle blanche                                                                              | trắng                                                                                          | 0.2%                                                                                           | 1 848                                                                                          |
| 42. Grenache gris                                                                              | grey                                                                                           | 0.2%                                                                                           | 1 756                                                                                          |
| 43. Chasselas                                                                                  | trắng                                                                                          | 0.2%                                                                                           | 1 676                                                                                          |
| 44. Nielluccio                                                                                 | đỏ                                                                                             | 0.2%                                                                                           | 1 647                                                                                          |
| 45. Fer                                                                                        | đỏ                                                                                             | 0.2%                                                                                           | 1 634                                                                                          |
| 46. Muscadelle                                                                                 | trắng                                                                                          | 0.2%                                                                                           | 1 618                                                                                          |
| 47. Terret blanc                                                                               | trắng                                                                                          | 0.2%                                                                                           | 1 586                                                                                          |
| 48. Sylvaner                                                                                   | trắng                                                                                          | 0.2%                                                                                           | 1 447                                                                                          |
| 49. Piquepoul blanc                                                                            | trắng                                                                                          | 0.2%                                                                                           | 1 426                                                                                          |
| 50. Villard noir                                                                               | đỏ                                                                                             | 0.2%                                                                                           | 1 399                                                                                          |
| 51. Marsanne                                                                                   | trắng                                                                                          | 0.2%                                                                                           | 1 326                                                                                          |
| 52. Négrette                                                                                   | đỏ                                                                                             | 0.2%                                                                                           | 1 319                                                                                          |
| 53. Roussanne                                                                                  | trắng                                                                                          | 0.2%                                                                                           | 1 307                                                                                          |
| 54. Pinot blanc                                                                                | trắng                                                                                          | 0.2%                                                                                           | 1 304                                                                                          |
| 55. Plantet                                                                                    | trắng                                                                                          | 0.1%                                                                                           | 1 170                                                                                          |
| 56. Jacquère                                                                                   | trắng                                                                                          | 0.1%                                                                                           | 1 052                                                                                          |
| Tổng nho trắng                                                                                 |                                                                                                | 30.1%                                                                                          | 259 130                                                                                        |
| Tổng nho đỏ, rose, xám                                                                         |                                                                                                | 69.9%                                                                                          | 601 945                                                                                        |
| Tổng cộng                                                                                      |                                                                                                | 100.0%                                                                                         | 861 075                                                                                        |

## Sản xuất và tiêu thụ rượu vang
Tại Pháp, 3% diện tích đất nông nghiệp được dùng để trồng nho, tuy nhiên nghề này tiêu thụ tới 20% lượng thuốc trừ sâu của toàn ngành nông nghiệp. Theo số liệu năm 2004 thì sản lượng rượu vang của Pháp khoảng 50 đến 60 triệu hectôlít. Khoảng 1/3 trong số này được dùng để xuất khẩu với doanh thu gần 6 tỷ USD. Hiện nay rượu vang Pháp phải cạnh tranh với rất nhiều đối thủ trên thế giới, từ các nước sản xuất rượu vang truyền thống khác như Tây Ban Nha, Ý đến các quốc gia mới nổi như Hoa Kỳ, Úc và Nam Phi.
Xét về thị trường trong nước thì người dân Pháp là một trong những dân tộc sử dụng nhiều rượu vang nhất thế giới, tuy nhiên xu hướng này đang giảm dần trong 40 năm qua, từ trung bình 135 lít một năm trên mỗi người Pháp vào năm 1960 xuống còn 69 lít vào năm 1999. Tuy dùng rất nhiều rượu nhưng tồn tại một nghịch lý Pháp là người Pháp có tỷ lệ bệnh nhân nhồi máu cơ tim thấp hơn nhiều một số nước tiêu thụ rượu vang ít hơn.